# Miloš Říha
Miloš Říha (ur. 6 grudnia 1959 w Przerowie, zm. 1 września 2020 w Pradze) – czechosłowacki i czeski hokeista, trener hokejowy.

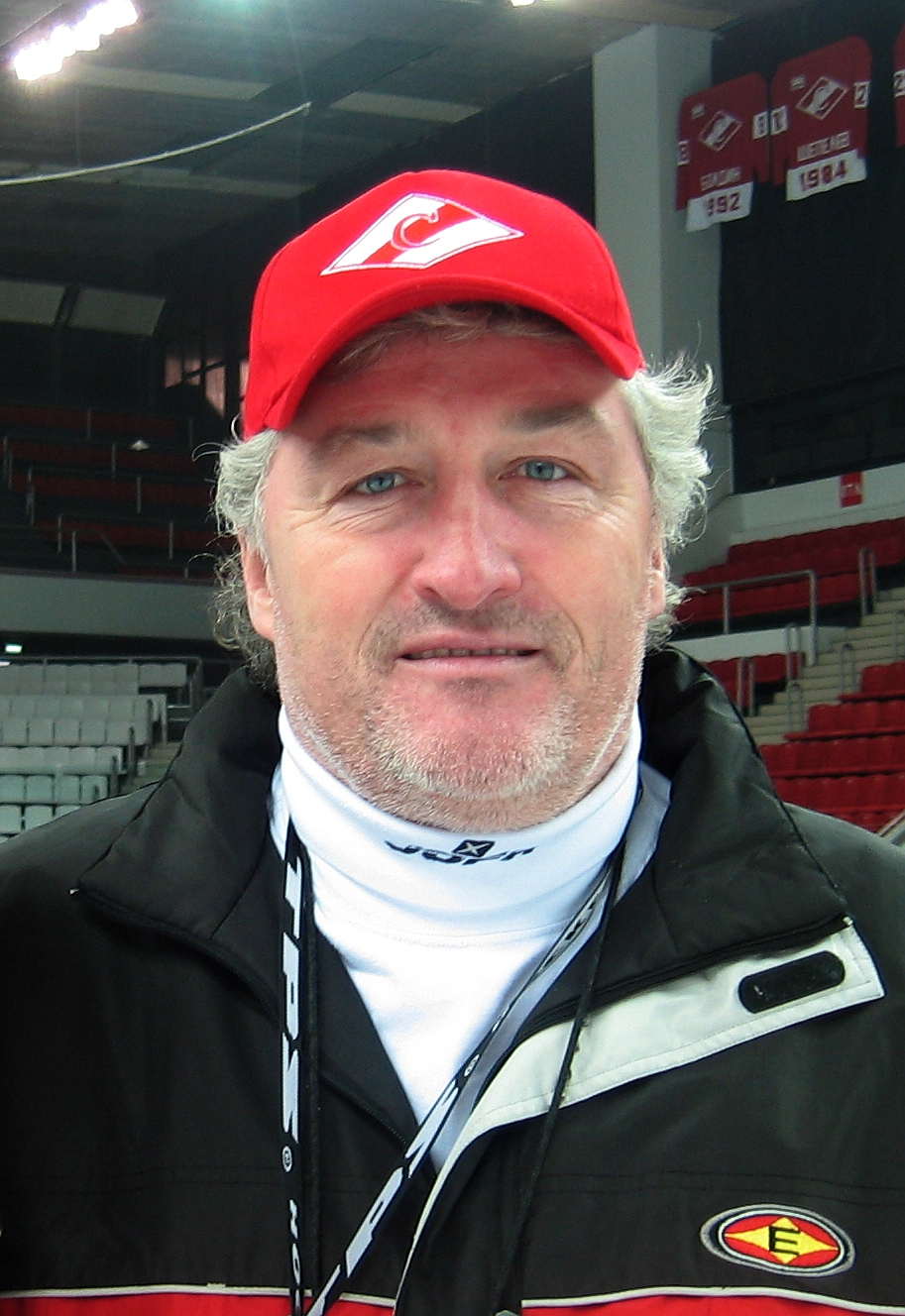
Miloš Říha jako trener Spartaka Moskwa w sezonie 2008/2009

## Kariera klubowa
- Meochema Przerów (1975-1978)
- HC Dukla Jihlava (1978-1980)
- TJ Vítkovice (1980-1983)
- TJ Gottwaldov (1983-1985)
- HC Vítkovice (1985-1986)
- Zetor Brno (1986-1987)
- SHK Hodonin (1987-1990)

Grał na pozycji centra. W 1981 wraz z drużyną TJ Vítkovice zdobył mistrzostwo Czechosłowacji (w składzie byli także m.in. Miroslav Fryčer, Zbyněk Neuvirth). W 1983 był draftowany do NHL. W trakcie kariery zyskał pseudonim Pytlák. Czynne uprawianie hokeja przerwały obrażenia odniesione przez niego w wypadku samochodowym.

## Kariera trenerska
- HC Hodonín (1990-1992) – grający trener
- AC ZPS Zlín (1992-1993) – asystent trenera
- HC Ołomuniec (1993-1994) – asystent trenera
- HC Přerov (1994-1995) – główny trener
- HC Pardubice (1996-1999) – główny trener
- HC Becherovka Karlowe Wary (1999-2000) – główny trener
- Sparta Praga (2001) – główny trener
- Slovan Bratysława (2001-2002) – główny trener
- HC Pardubice (2002-2004) – główny trener
- Slovan Bratysława (2004-2005) – główny trener
- Chimik Woskriesiensk (2005-2006) – główny trener
- HC Pardubice (2006-2007) – główny trener
- Spartak Moskwa (2007-2010) – główny trener
- Atłant Mytiszczi (2010-2011) – główny trener
- SKA Sankt Petersburg (2011-2012) – główny trener
- HC Pardubice (2013) – menedżer generalny / główny trener
- Awangard Omsk (2013-2014) – główny trener
- HC Pardubice (2014-2015) – główny trener
- Slovan Bratysława (2015-2017) – główny trener
- Reprezentacja Czech (2018-2020)

Pod koniec kariery zawodniczej był grającym trenerem w Hodonínie. Następnie kilkakrotnie był asystentem głównych trenerów, po czym został samodzielnym szkoleniowcem. Kilkakrotnie trenował zespół HC Pardubice. W sezonie Superligi rosyjskiej 2007 został trenerem rosyjskiego klubu Spartaka Moskwa i prowadził go także w nowo powstałych rozgrywkach KHL aż do początku sezonu KHL (2010/2011), gdy w październiku 2010 został zwolniony. Tuż po tym został szkoleniowcem Atłanta Mytiszczi i dotarł z drużyną do finału o Puchar Gagarina. Następnie wybrano go najlepszym trenerem sezonu. 27 kwietnia 2011 został mianowany trenerem SKA Sankt Petersburg i prowadził drużynę w sezonie KHL (2011/2012). W kolejnym sezonie KHL (2012/2013) został zwolniony z funkcji w jego trakcie sezonu w listopadzie 2012 (w chwili gdy drużyna była liderem ligi). Od stycznia do marca 2013 ponownie prowadził HC Pardubice w drugiej części sezonu ekstraligi czeskiej 2012/2013. W maju 2013 miał zostać szkoleniowcem kazachskiego klubu Barys Astana, co jednak nie doszło do skutku. Od września 2013 trener Awangardu Omsk. Drużyna kierowana przez niego nie uzyskała awansu do fazy play-off sezonu KHL (2013/2014) i Czech został zwolniony w marcu 2014. Od lipca 2015 ponownie trener Slovana. Zwolniony ze stanowiska na początku października 2017. W czerwcu 2018 został głównym trenerem reprezentacji Czech. Prowadził kadrę na turnieju mistrzostw świata edycji 2019, zajmując czwarte miejsce (w meczu o brązowy medal Czesi ulegli po najazdach Rosji 2:3), po czym kontynuował wypełnianie dwuletniego kontraktu. Turniej MŚ 2020 nie odbył się u powodu pandemii COVID-19. Jako trener był oddany swojej pracy, dał się poznać jako indywidualista, reagujący emocjonalnie i impulsywnie podczas spotkań swoich drużyn.
Zmarł rano 1 września 2020 w Instytucie Klinicznej i Eksperymentalnej Medycyny (IKEM) w Pradze. Dla upamiętnienia jego osoby zapowiedziano minutę cieszy przed dwoma pierwszymi meczami Spartaka Moskwa na początku sezonu KHL (2020/2021).
Jego syn Miloš Říha (ur. 1982) także został trenerem hokejowym.

## Sukcesy
Zawodnicze klubowe
- Srebrny medal mistrzostw Czechosłowacji: 1979, 1980 z Duklą Jihlava
- Złoty medal mistrzostw Czechosłowacji: 1981 z HC Vítkovice

Trenerskie
- Złoty medal mistrzostw Czech: 1994 z HC Ołomuniec
- Srebrny medal mistrzostw Czech: 2003, 2007 z HC Pardubice
- Złoty medal mistrzostw Słowacji: 2002, 2005 ze Slovanem Bratysława
- Srebrny medal mistrzostw Rosji: 2011 z Atłantem Mytiszczi
- Finał KHL o Puchar Gagarina: 2011 z Atłantem Mytiszczi
- Pierwsze miejsce w Dywizji Bobrowa w sezonie regularnym: 2012 ze SKA Sankt Petersburg
- Pierwsze miejsce w Konferencji Zachód w sezonie regularnym: 2012 ze SKA Sankt Petersburg

Wyróżnienia trenerskie
- Najlepszy trener sezonu czeskiej ekstraligi: 1997
- Najlepszy trener sezonu słowackiej ekstraligi: 2005
- Najlepszy trener sezonu KHL (2010/2011)